# Дельта Ганга
Дельта Ганга — самая крупная дельта в мире, расположена в историческом регионе Бенгалия. Состоит из более чем 240 рек и образуется в результате слияния основных рек Ганга и Брахмапутры.
Дельта Ганга имеет форму треугольника и покрывает площадь в 105 640 км². Бассейн рек, впадающих в Индийский океан в дельте Ганга, частично охватывает Индию и Бангладеш. Дельта Ганга делится на восточную (более активную) и западную (менее активную) часть. Она состоит из лабиринта русел, болот, озёр и заливных островов. Большая часть покрыта влажными лиственными лесами. Самый большой мангровый лес в мире — Сундарбан — на базе которого организован одноимённый национальный парк, является частью дельты Ганга.
Несмотря на риски наводнений и циклонов, в дельте Ганга проживают более 145 миллионов человек. Между 1961 и 1991 годами от этих природных явлений погибло свыше 700 тысяч человек.